# Mary-Kate Olsen
Mary-Kate Olsen, född 13 juni 1986 i Sherman Oaks, Kalifornien, är en amerikansk skådespelare och modeskapare. Hon blev, tillsammans med sin tvillingsyster Ashley, känd som Michelle Tanner i TV-serien Huset fullt. Sen dess har tvillingarna gett ut filmer, böcker, smink, kläder och en massa annat i deras gemensamma företag Dualstar Entertainment Group. Företaget har kontor i Los Angeles, London och New York. Tvillingarna tog själva över företaget helt och hållet i januari 2005. De senare åren har tvillingarna gått litet skilda vägar. 2002 nominerades hon till en Daytime Emmy i kategorin Outstanding Performer in a Children's Series för sin roll i "So Little Time".

## Biografi
Sedan de började på universitet i New York har tvillingarna blivit mer och mer affärsinriktade och de drar in pengar på många sätt. Numera har tvillingarna också två klädmärken, The Row och Elizabeth and James. Inom filmbranschen har Mary-Kate varit ganska aktiv jämfört med sin syster. Sedan hon 2004 tillsammans med systern gjorde New York Minute (deras sista film tillsammans) har hon medverkat i filmen The Wackness. Hon har också gästspelat i TV-serier som Weeds och Samantha Who?. I aprilnumret av brittiska modetidningen Elle uttalade systrarna att de kände sig färdiga med sin skådespelarkarriär.
Den 27 november 2015 gifte hon sig vid en privat ceremoni i hemmet i New York med den franske bankmannen Olivier Sarkozy, halvbror till Nicolas Sarkozy, efter att de ska ha haft en relation sedan 2012.

## Mary-Kate i modevärlden
Både Mary-Kate och Ashley har haft stylister sedan de var små. Som barn fick de oftast ha likadana kläder när de gjorde olika framträdanden. På fritiden hade de dock väldigt olika klädstil. Mary-Kate föredrog en sportigare stil och hade gärna på sig jeans, medan Ashley hellre klädde upp sig och satte på sig smink. Med åren utvecklades Mary-Kates stil vidare och när hon var 18 år blev hon känd för sin bohemiska stil. Hon har sagt att hon inte har någon stylist.
Mary-Kate och Ashley började designa kläder år 2006. Först avslöjade de vid lanseringen i London, att de skapat The Row, som är en dyr modekollektion för både killar och tjejer. 2009 hade de fortfarande endast 30 anställda. Den sista maj 2007 hade de skapat en ny linje som fick heta Elizabeth and James, uppkallat efter deras syskon. Till skillnad från The Row skulle den säljas i USA och vara billigare. 2008 tillkännagav de att det skulle komma en herrkollektion i både The Row och Elizabeth and James. Elizabeth and James har även lanserat skor och smycken. 
Den 26 oktober 2009 berättade tvillingarna att de skapat en tredje linje som skulle heta Olsenboye och passa för tonåringar. De har bland annat skor, väskor och kläder och säljs på JC Penney. Dessa skulle vara betydligt billigare än de två första. Här kostar till exempel en t-shirt 15 dollar medan en t-shirt från The Row kostar 250 dollar.